# 章子冈
章子冈（1921年—2014年1月22日），河北束鹿人，中华人民共和国政治人物。

## 生平
章子冈曾任黑河日报社社长，1978年，担任哈尔滨市科委副主任。后任黑龙江省文化局副局长等职。1986年6月，离休。担任中国戏剧家协会理事。
2014年1月22日去世。